# 武川アイ
武川 アイ（たけかわ あい、1988年9月4日 - ）は、日本のシンガーソングライター。本名は武川 愛。東京都出身。タケカワユキヒデの四女。5人兄妹の末っ子。祖父は音楽評論家の武川寛海。曽祖父は判事の武川佳海。高祖父は鈴木バイオリン製造創業者の鈴木政吉。曽祖叔父はヴァイオリニストの鈴木鎮一。

## 来歴
2009年11月4日、『I WILL』でJ-moreからメジャー・デビュー。
2013年からは、ロシア人DJのSergey Alekseevの作品に参加し、スウェーデンのレコードレーベルであるWeRecommend Recordsより『Waiting For You』『A Way For Us』『Sail Again』などの曲をリリースしている。

## 人物
横浜インターナショナルスクール卒業後、早稲田大学国際教養学部に入学。大学3年次に、音楽活動のため2年間休学。復学した後は、古生物学を研究した。早稲田大学卒業後、東京大学大学院に進む。
2017年に結婚し、2018年4月に第一子となる男児を出産したことを自身のTwitterで報告した。

## 演奏楽器
- ピアノ・ギター

## ディスコグラフィ

### シングル
| 枚  | 発売日        | タイトル           | 規格品番   | 収録曲 | 備考                                                                                                |
| --- | ------------- | ------------------ | ---------- | --- | --------------------------------------------------------------------------------------------------- |
| 1st | 2009年11月4日 | I WILL             | YICD-70066 | 全作詞作曲:武川アイ/編曲:佐藤準 1. I WILL 2. Super Lonely 3. I WILL 〜instrumental〜 4. Super Lonely 〜instrumental〜                                                    | オリコン最高187位 音楽番組「COUNT DOWN TV」（TBS系列）2009年10月期エンディングテーマ                |
| 2nd | 2010年3月3日  | 遠い道の先で／Star | YICD-70069 | 全作詞作曲:武川アイ/編曲:佐藤準 1. 遠い道の先で 2. Star 3. 遠い道の先で 〜『犬夜叉 完結編』エンディングバージョン〜 4. 遠い道の先で(instrumental) 5. Star (instrumental) | オリコン最高159位 テレビアニメ『犬夜叉 完結編』（日本テレビ系列）第18話 - 第26話 エンディングテーマ |

### ミニアルバム
| 枚  | 発売日        | タイトル | 規格品番   | 収録曲 | 備考         |
| --- | ------------- | -------- | ---------- | --- | ------------ |
| 1st | 2010年12月1日 | Dreamer  | YICD-70071 | 全作詞作曲:武川アイ/編曲:佐藤準 1. Dreamer 2. I WILL 3. 懐かしい、君を想う 4. 勇者よ 5. Star 6. 遠い道の先で 7. Heaven | オリコン圏外 |

## ミュージックビデオ
| 監督   | 曲名                       |
| 伊藤徹 | 「I WILL」「遠い道の先で」 |

## その他
- よろしく（2011年） - NHKの音楽番組「みんなのうた」2011年12月 - 2012年1月期新曲として放送

## メディア出演
ラジオ
- 武川アイのI WILL 学園（2009年10月 - 2010年3月、エフエム大阪） - パーソナリティ。毎週水曜日、20:00 - 20:30
- 武川アイのプレシャス・ソングズ（2009年10月 - 2010年3月、CBCラジオ - パーソナリティ。毎週土曜日、21:00 - 21:30
- ごごイチ通信 金曜日（2009年10月 - 2010年3月、CBCラジオ） - 「ごごイチ」内コーナー。金曜日14:15 - 14:25
- Ai Norri Jam（2009年10月 - 2010年12月、RADIO-i） - パーソナリティー。金曜日20:00 - 21:00
- AI CONTACT（2010年1月 - 3月） - 「RADIO-i PREMIUM FRIDAY」内コーナー。金曜日15:30 - 16:00
- GOLDEN 4 EGGS 〜武川アイ Why-Ai TONIGHT〜（2010年4月5日 - 2017年3月、NACK5）
- NACK5 開局23周年記念番組 GOLDEN 4 EGGS PLUS（2011年10月30日、NACK5）

テレビ
- ふたりのビッグショー（1999年11月15日、NHK総合テレビジョン）
- Mライブ #11（2010年2月24日、TBSテレビ）
- 開運音楽堂（2009年10月17日、TBSテレビ）※関東ローカル
- 白黒ジャッジバラエティ 中居正広の怪しい噂の集まる図書館（2012年4月17日、テレビ朝日）
- クイズプレゼンバラエティー Qさま!! 2世インテリ軍団VS雑草インテリ軍団SP（2012年5月14日、テレビ朝日）
- ハモネプリーグ 第17回「芸能人最強アカペラ王者決定戦 ハモネプ☆スターリーグ」（2023年4月2日、フジテレビ）
- THEカラオケ★バトル 第8回「有名人のDNA」（2014年7月16日、テレビ東京）
- 踊る!さんま御殿!!　初登場10名！最強2世芸能人が両親の秘密を大暴露SP（2019年11月26日、日本テレビ[6]）

## 主なライブ
- Sweet Dreamer 〜summer issue〜（2011年8月22日）
- MINAMI WHEEL 2011（2011年10月16日）
- World Caravan -part2-（2012年4月20日）
- 鳴り響く、生命力（2012年6月6日）
- SSS ANNIV.104-「Sound States Special 1st.Anniversary Live 2012」（2012年10月4日）
- World Caravan -part3-（2012年12月6日）
- Sweet Dreamer -Happy Valentine issue-（2013年2月13日・14日）
- Sweet Dreamer-Knave Anniversary issue-（2013年6月27日）